# Nostradamus (film, 1994)
Pour les articles homonymes, voir Nostradamus (homonymie).
Pour plus de détails, voir Fiche technique et Distribution.
Nostradamus est un film coproduit par le Royaume-Uni, la France, l'Allemagne et la Roumanie réalisé par Roger Christian, sorti en 1994.
Il s'agit d'une biographie du médecin, astrologue, herboriste et apothicaire français du XVIe siècle Nostradamus (1503-1566).

## Synopsis
Le film raconte la vie et les amours du médecin, astrologue et célèbre pronostiqueur ; ses rencontres avec la science médiévale à l'Université de Montpellier et l'Inquisition ; et ses premières luttes avec ses visions de l'avenir. Le film se déroule en France au XVIe siècle lors d'une des épidémies périodiques de peste. Nostradmus retrouve Scaliger à Agen.
Nostradamus prophétise la mort d'Henri II de France lors d'une joute. Nostradamus dit aussi qu'il "a constamment ce mot" Hister dans son esprit. Le film dépeint la montée en puissance de Nostradamus, en raison à la fois de son succès dans le traitement de la peste et de ses prédictions, aboutissant à sa nomination comme médecin de la cour de Charles IX de France (fils d'Henri II).

## Fiche technique
- Titre français : Nostradamus
- Réalisation : Roger Christian
- Scénario : Knut Boeser, Roger Christian et Piers Ashworth
- Photographie : Denis Crossan
- Musique : Barrington Pheloung
- Pays d'origine :  France -  Royaume-Uni -  Allemagne -  Roumanie
- Genre : Film biographique
- Date de sortie : 1994

## Distribution
- Tchéky Karyo : Nostradamus
- F. Murray Abraham : Scalinger
- Rutger Hauer : Le Moine mystique
- Amanda Plummer : Catherine de Médicis
- Julia Ormond : Marie
- Assumpta Serna : Anne
- Anthony Higgins : Henri II de France
- Diana Quick : Diane de Poitiers
- Michael Gough : Jean de Remy
- Maia Morgenstern : Helen
- Magdalena Ritter : Sophie
- Amanda Walker (en) : Madame Scalinger
- Bruce Myers : Professeur
- Leon Lissek : Inquisiteur
- Michael Byrne : Inquisiteur
- Bruce Alexander : Paul
- Oana Pellea : Landlady